# N・K・ジェミシン

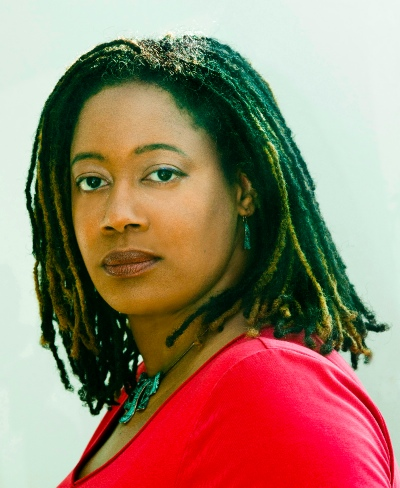
N・K・ジェミシン 1972-

N・K・ジェミシン（N. K. Jemisin 1972年9月19日 - ）はアメリカ合衆国のファンタジー、スペキュレイティブ・フィクション作家、ブロガー。

## 来歴
アイオワ州アイオワシティで生まれた。ニューヨーク市ブルックリン在住。1990年から1994年までニューオーリンズのテュレーン大学で心理学とカウンセリングを学び修士号を取った。
2004年の小説家デビュー以来、キャリア・カウンセラーとして勤務するかたわら、「クラークスワールド」「ストレンジ・ホライズンズ」などのSFや主流文学の雑誌に多数の思弁的短編小説を発表しつづけている。作風は、SFやファンタジー的な設定のもとで、異文化や異集団の衝突が描かれることが多い。
2015年発表の『第五の季節』に始まる《破壊された地球》三部作で、史上初となる3年連続ヒューゴー賞長編部門受賞を達成。同シリーズの第三部『輝石の空』はヒューゴー賞・ネビュラ賞（長編部門）・ローカス賞（ファンタジイ長編部門）のトリプルクラウンに輝いた。
黒人女性作家で、フェミニスト・ブロガーを自称しており、人権問題に対する意識が高い。タニス・リー、スティーブン・キング、よしながふみから影響を受けたと公言しており、よしながの漫画『大奥』を愛読していた。最も精神的に影響を受けたのは、黒人女性作家の先達であるオクティヴィア・E・バトラー。

## 著作リスト

### 長編
The Inheritance Trilogy
- The Hundred Thousand Kingdoms, 2010（『空の都の神々は』佐田千織訳、ハヤカワ文庫FT、2011年）
  - 2011年ローカス賞 第一長篇部門受賞、2010年ネビュラ賞 長編小説部門ノミネート、2011年ヒューゴー賞 長編小説部門ノミネート、2011年世界幻想文学大賞ノミネート。2011年センス・オブ・ジェンダー賞 海外部門大賞受賞（日本）。

- The Broken Kingdoms, 2010（『世界樹の影の都』、佐田千織訳、ハヤカワ文庫FT、2012年）
- The Kingdom of Gods, 2011
  - 2011年ネビュラ賞 長編小説部門ノミネート

The Dreamblood series
- The Killing Moon, 2012
  - 2012年ネビュラ賞 長編小説部門ノミネート、2013年ローカス賞 ファンタジイ長篇部門ノミネート、2013年世界幻想文学大賞ノミネート

- The Shadowed Sun, 2012

The Broken Earth trilogy（《破壊された地球》三部作）
- The Fifth Season, 2015（『第五の季節』小野田和子訳、創元SF文庫、2020年）
  - 2016年ヒューゴー賞 長編小説部門受賞、2016年ネビュラ賞 長編小説部門ノミネート、2016年世界幻想文学大賞 長編小説部門ノミネート、2016年ローカス賞 長編小説部門ノミネート

- The Obelisk Gate, 2016（『オベリスクの門』小野田和子訳、創元SF文庫、2021年）
  - 2017年ヒューゴー賞 長編小説部門受賞、2017年ネビュラ賞 長編小説部門ノミネート、2017年世界幻想文学大賞 長編小説部門ノミネート

- The Stone Sky, 2017（『輝石の空』小野田和子訳、創元SF文庫、2023年）
  - 2018年ヒューゴー賞 長編小説部門受賞、2018年ネビュラ賞 長編小説部門受賞、2018年ローカス賞 ファンタジイ長編小説部門受賞

#### The Great Cities series
- The City We Became, 2020
- The World We Make, 2022

### 短編集
- How Long 'til Black Future Month?, 2018

### 邦訳短編
- Non-Zero Probabilities　2009年（[6]「可能性はゼロじゃない」市田泉訳、SFマガジン2011年12月号掲載[2]）
  - 2010年ネビュラ賞 短編小説部門、2010年ヒューゴー賞 短編小説部門ノミネート
- Emergency Skin（「エマージェンシー・スキン」川野靖子訳、ブレイク・クラウチ（英語版）編『フォワード 未来を視る6つのSF（英語版）』所収、早川書房、2022年）
  - 2020年ヒューゴー賞 中編小説部門、アウディ賞、イグナイト賞受賞、ローカス賞 中編部門ノミネート